# Igora Drive
L'Igora Drive (russe : Игора Драйв) est un circuit automobile permanent conçu par Hermann Tilke, situé à cinquantaine de kilomètres de Saint-Pétersbourg. 
Alors que le circuit devait accueillir le Grand Prix automobile de Russie à partir de 2023, remplaçant l'autodrome de Sotchi utilisé depuis 2014, la Formule 1 annonce, en mars 2022, qu'elle ne se rendra plus en Russie à la suite de l'invasion de l'Ukraine par la Russie.

## Description
D'un développement de 4,086 km, ce circuit anti-horaire est composé de quinze virages. Son dénivelé est de 17 mètres. Homologué FIA Grade 1 depuis fin 2020, le circuit routier principal peut accueillir des manches du championnat du monde de Formule 1.
En juin 2021, les promoteurs du Grand Prix de Russie de Formule 1 révèlent que le circuit sera allongé, pour atteindre 5 km  avec des lignes droites plus longues et une boucle finale rapide comportant des dénivelés spectaculaires. Alexey Titov, PDG de Rosgonski, le promoteur du Grand Prix de Russie, déclare : « Le projet prévoit que la piste va être allongée. Dans la configuration actuelle, elle est plus proche de la fin de la liste en termes de longueur si on la compare aux autres circuits du calendrier de Formule 1. Par conséquent, il faut la rendre plus longue. Un peu plus de dénivelé sera ajouté, certains virages deviendront inclinés, donc d'un point de vue sportif, ce sera un spectacle excitant ». Toutefois, le 3 mars 2022, la Formule 1 rompt son contrat avec le promoteur du Grand Prix de Russie, dans le contexte de la guerre d'invasion que mène le pays en Ukraine. Elle annonce ainsi qu'elle n'ira plus courir en Russie .
Le complexe accueille également un circuit de rallycross d'une longueur de 1 250 mètres, une piste de karting de 1 200 mètres, des pistes de moto-cross (1 750 mètres) et supermoto (1 328 mètres), un centre de formation à la conduite préventive automobile et deux-roues, un restaurant, et une zone d'exposition.